# Pilar Primo de Rivera

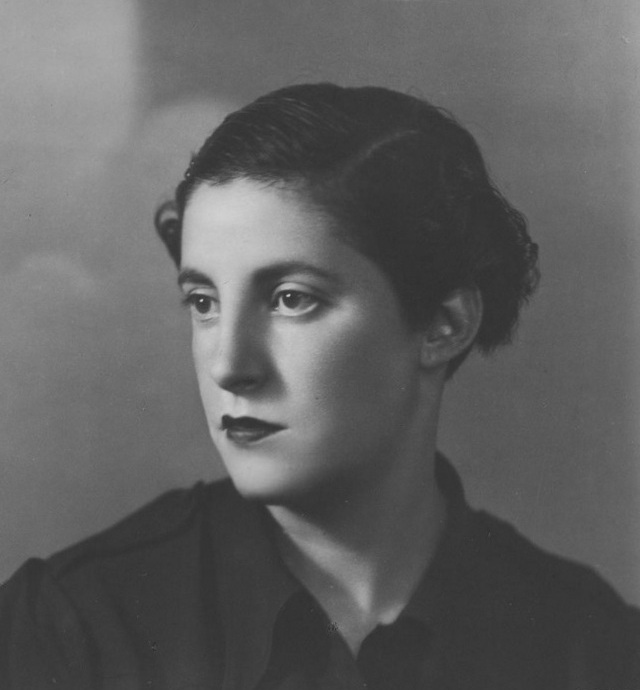

Pilar Primo de Rivera (Madrid, 4 november 1907 - Madrid, 17 maart 1991) was een Spaanse politica en zus van José Antonio Primo de Rivera, oprichter van de Falange Española. Haar vader was Miguel Primo de Rivera die van september 1923 tot januari 1930 premier van Spanje was en in die periode als dictator regeerde.

## Familie en Jeugd
Pilar werd geboren als lid van de adellijke Primo de Rivera familie, die land bezat rond de stad Jerez de la Frontera. Haar vader was ten tijde van haar jeugd officier in het Spaanse leger. Haar moeder, de op Cuba geboren Casilda Saénz de Heredia, overleed in 1908, kort na de geboorte van Pilar's jongste broer Fernando. In totaal telde het gezin zes kinderen. Vader Miguel werkte veel en hield er verder een extravagant leven op na. Na 1923 droeg hij de taak van de facto dictator van Spanje op zich. Dit leidde er uiteindelijk toe dat hij na zijn aftreden in ballingschap ging in Frankrijk.

## de Falange
In 1933 richtte Pilar's broer José Antonio de Falange Española op. Pilar zou enthousiast lid van deze beweging worden en mede aan de wieg staan van de Sección Femenina, de vrouwelijke tak van de beweging. Deze tak ontstond rond de tijd van de verkiezingen van februari 1936 en mobiliseerde de Falangistische vrouw voor de nationale zaak. De Sección Femenina droeg al spoedig na het uitbreken van de burgeroorlog bij aan de nationalistische oorlogsinspanning. Pilar leidde de organisatie als geheel, terwijl Mercedes Sanz Bachillar de Auxilio Social voor haar rekening nam en María Rosa Urraca Pastor leiding gaf aan de hospitaal- en frontverzorging. De drie vrouwen mochten elkaar echter niet, hetgeen er toe leidde dat Pilar na enkele ruzies de beweging ging domineren. 
In het ideaal van de Sección Femenina was de vrouw vroom, patriottisch en loyaal aan haar man. Haar eerste taak in het leven was de zorg voor het huishouden en de kinderen. De voorbeelden die de vrouwen werden geacht te volgen waren Isabella I van Castilië en Theresia van Ávila. De publieke sfeer was in dit wereldbeeld enkel voor mannen. Pilar zelf was bijvoorbeeld van mening dat vrouwen geen originele denkers konden zijn en qua intellectuele ontwikkeling volledig van mannen afhankelijk waren.

## Na de oorlog
De oorlog raakte de familie Primo de Rivera hard. Twee van Pilar's broers werden tijdens de oorlog geëxecuteerd door de republikeinen. Pilar bleef na de oorlog daarom als meest prominente Primo de Rivera over. Ze zette haar politieke activiteiten als hoofd van de Sección Femenina voort. Tijdens de Tweede Wereldoorlog bedachten minister van Buitenlandse Zaken Ramón Serrano Suñer en filmmaker Ernesto Giménez Caballero het plan om Pilar aan Adolf Hitler te koppelen en zo een fascistische dynastie te beginnen. Dit plan slaagde niet en Pilar is uiteindelijk nooit getrouwd en heeft geen kinderen gekregen.
Na de gehele dictatuur van Franco leidster van de Sección Femenina te zijn geweest bracht het overlijden van Franco in 1975 een nieuwe tijd. Pilar was tevreden met de keuze voor koning Juan Carlos als opvolger van Franco, maar kon zich niet vinden in de democratische koers van de vorst. In 1977 werd de Sección Femenina ontbonden door de democratische regering van Adolfo Suarez. Hierna trok Pilar zich terug uit het publieke leven. Ze publiceerde haar memoires in 1983 en overleed, op 83-jarige leeftijd in 1991.